# محمد الطرابلسي (لاعب كرة قدم)
محمد الطرابلسي  (7 يناير 1968 - ) هو لاعب كرة قدم تونسي سابق كان ينشط في خطة ظهير، شارك في كأس الأمم الأفريقية 1994. ولعب مع نادي محيط قرقنة والنادي الإفريقي ونادي الملعب التونسي.

## وصلات خارجية
- محمد سامي على موقع قاعدة بيانات كرة القدم.إي يو (الإنجليزية)
- محمد سامي على موقع ناشيونال فوتبول تيمز (الإنجليزية)